# Anthony Nunn
Anthony Nunn   (Hambledon, 24 de maig de 1927 - 7 de maig de 2025) va ser un jugador d'hoquei sobre herba anglès que va competir durant la dècada de 1950.
El 1952 va prendre part en els Jocs Olímpics de Hèlsinki, on guanyà la medalla de bronze en la competició d'hoquei sobre herba.